# Turnover
Turnover is een Amerikaanse film uit 2019, geschreven en geregisseerd door Linda Palmer, met in de hoofdrol Paul Guilfoyle.

## Verhaal
De film gaat over de café-eigenaar Peter die zijn ontevreden manager Henry de leiding over het bedrijf overlaat. Als Peter terugkeert is het bedrijf onherkenbaar geworden.

## Rolverdeling
| Acteur                | Personage |
| --------------------- | --------- |
| Paul Guilfoyle        | Peter     |
| Donna Mills           | Pat       |
| Jamie Brewer          | Gina      |
| Riker Lynch           | Henry     |
| Beverly Todd          | Ruth      |
| Carlos Carrasco       | Miguel    |
| Isabella Blake-Thomas | Pepper    |
| Elina Madison         | Charlotte |
| Blair Williamson      | Charlie   |

## Release
De film ging in première op 8 maart 2019 op het Idyllwild International Festival of Cinema in Idyllwild-Pine Cove.

## Ontvangst
Op Rotten Tomatoes heeft Turnover een waarde van 100% en een gemiddelde score van 6,50/10, gebaseerd op 14 recensies.

## Prijzen en nominaties
De belangrijkste:
| Jaar | Prijs                           | Categorie                             | Genomineerde(n)                                                       | Uitslag     |
| ---- | ------------------------------- | ------------------------------------- | --------------------------------------------------------------------- | ----------- |
| 2019 | Hollywood Music in Media Awards | Best Original Song - Independent Film | Kelly Zirbes, Perry Robertson & Kelly's Lot voor "Little Bit of This" | Genomineerd |
| 2019 | Hollywood Music in Media Awards | Best Original Song - Independent Film | Rocky Lynch & Ross Lynch voor "My Silver Lining Is Overdue"           | Genomineerd |